# Сентиментальное путешествие по Франции и Италии
«Сентиментальное путешествие по Франции и Италии» (англ. A Sentimental Journey Through France and Italy) — книга английского писателя Лоренса Стерна, оставшаяся незаконченной и впервые опубликованная в 1768 году. Обрела общеевропейскую популярность, дала название литературному направлению «сентиментализм».

## Содержание
«Сентиментальное путешествие» представляет собой гибрид двух жанров — романа и путевых заметок. Вопреки названию, оно рассказывает только о Франции: третий том, посвящённый Италии, так и не был написан. Повествование здесь идёт от первого лица. Рассказчик, второстепенный герой романа Стерна «Жизнь и мнения Тристрама Шенди, джентльмена» Йорик, внезапно решает отправиться в путешествие по континенту и подробно повествует обо всём, что с ним происходит. В названиях большинства глав есть географические названия (Кале, Париж, Версаль, Мулен и др.), но реальная география интересует автора меньше всего: главная тема «Путешествия» — переживания главного героя. Разные мелкие события, происходящие в пути, заставляют Йорика задуматься о грустных вещах, веселят или будят в нём чувственные фантазии.
Книга во многом построена на полемике с современником Стерна — писателем Тобайасом Смоллетом, упомянутым под именем Смельфунгус и отнесённым к «желчным путешественникам». Автор создаёт классификацию путешественников (тщеславных, лживых, пытливых и др.), но себя относит к путешественникам «чувствительным» или «сентиментальным», которые склонны к самоанализу и с вниманием и чуткостью относятся ко всему, что происходит вокруг. Стерн описывает «скромное путешествие сердца в поисках за Природой и теми приязненными чувствами, что ею порождаются и побуждают нас любить друг друга — а также мир — больше, чем мы любим теперь».
Книга стала пародией на устоявшийся к середине XVIII века жанр путевых заметок.

## Создание и публикация
Стерн включил описание путешествия по Франции в свой роман «Жизнь и мнения Тристрама Шенди, джентльмена», причём использовал воспоминания о собственной поездке на континент в 1762—1764 годах. В соответствующих главах романа он высмеивает популярный в ту эпоху жанр путеводителя и с явной иронией относится к себе самому. Этот опыт Стерна не удовлетворил. В 1765—1766 годах писатель снова предпринял путешествие по континенту, поставив перед собой две цели: поправить здоровье и собрать материал для новой книги. Известно, что он долго не мог найти нужный подход к тексту, но в итоге «Сентиментальное путешествие по Франции и Италии» стало ответом «Путешествию по Франции и Италии» Тобайаса Смоллетта.
Книга Стерна увидела свет в феврале 1768 года в виде двухтомника. Подписчики вместе со своими экземплярами получили объявление, в котором говорилось: «Автор просит довести до сведения подписчиков, что им предстоит получить от него ещё два тома сверх выдаваемых ныне; только нездоровье помешало ему приготовить их к выпуску одновременно с настоящим. Всё произведение будет закончено и выдано подписчикам в начале будущей зимы». Это обещание осталось невыполненным, так как Стерн умер от чахотки 18 марта того же года. Таким образом, «Сентиментальное путешествие» осталось написанным только наполовину: его герой не успевает достичь Италии.
Позже продолжение «Сентиментального путешествия» написал Джон Холл-Стивенсон — друг Стерна, выведенный им в «Жизни и мнениях Тристрама Шенди, джентльмена» под именем Евгений.

## Значение
«Сентиментальное путешествие» обрело огромную популярность в Англии и за её пределами (особенно в Германии), оказало существенное влияние на европейскую литературу. Эта книга дала название сентиментализму — течению, которое противопоставило просветительскому культу разума интерес к духовному миру отдельной личности. Само слово «сентиментальный», впервые использованное Стерном в одном из писем невесте 1740 года, вошло в мировую культуру благодаря «Путешествию». Первый переводчик книги на французский оставил его без перевода, для первого переводчика на немецкий Лессинг придумал неологизм empfindsam. В русской культуре долго использовалось прилагательное «чувствительный».
Стерн напрямую повлиял на Жан-Жака Руссо, Иоганна Вольфганга Гёте, Фридриха Шиллера, Эрнста Теодора Гофмана, Шарля Нодье, Николая Карамзина, Александра Радищева и других писателей. Лев Толстой в 1851—1852 годах работал над переводом книги Стерна на русский язык, но не довёл дело до конца. Фраза из «Сентиментального путешествия» «Живейшее из наших наслаждений кончается содроганием почти болезненным» обрела известность в русской культуре благодаря тому, что её цитирует в одной из заметок Александр Пушкин, добавляя: «Несносный наблюдатель! знал бы про себя; многие того не заметили б».